# Кузнецов, Георгий Михайлович
Георгий Михайлович Кузнецов (12 июня 1945 — 3 августа 2005) — советский и российский кинорежиссёр и сценарист.

## Биография
Родился в Томске. Отец — народный артист СССР Михаил Кузнецов.
В 1963—1964 годах учился на историческом факультете Ставропольского пединститута, работал актёром в местном театре.
В 1973 году окончил режиссёрский факультет ВГИКа (мастерская Льва Кулешова).
Работал на Свердловской киностудии (Екатеринбург).
Скончался 3 августа 2005 года. Похоронен на Сибирском кладбище города Екатеринбурга.

## Фильмография

### Режиссёр
- 1975 — Кто, если не ты?
- 1976 — Только вдвоём (по мотивам повести Анатолия Тоболяка «История одной любви»)
- 1978 — И ты увидишь небо
- 1979 — Прости-прощай
- 1981 — Сын полка
- 1982 — Найти и обезвредить
- 1985 — Иван Бабушкин
- 1987 — Отряд специального назначения
- 1989 — Груз «300»
- 1991 — Житие Александра Невского
- 1992 — Болевой приём

### Сценарист
- 1991 — Житие Александра Невского

## Награды
- Почётные дипломы за «режиссёрский дебют» и «разработку темы о рабочем классе» 8-го Всесоюзного кинофестиваля (1975)[1].